# Herbertorossia sabronensis
Herbertorossia sabronensis är en nattsländeart som beskrevs av Douglas E. Kimmins 1962. Herbertorossia sabronensis ingår i släktet Herbertorossia och familjen ryssjenattsländor. Inga underarter finns listade i Catalogue of Life.